# Pierre François (scoutisme)
Pour les articles homonymes, voir Pierre François et François.
Pierre François, né le 5 janvier 1907 dans le 1er arrondissement de Lyon et mort le 26 juillet 1986 à Fontenay-lès-Briis, est une importante personnalité du scoutisme en France.

## Biographie
Né à Lyon en 1907, Pierre François entre avec son frère Louis, aux Éclaireurs de France après la guerre, pour y pratiquer un scoutisme « authentique et rude ». Bien que de tempérament plutôt artistique, il accepte, sous l’influence de son père, de préparer à Paris l’École nationale d’agronomie. Avec une recommandation d’André Lefèvre « Vieux Castor », il trouve à la Maison pour tous de la rue Mouffetard une famille d’accueil, mais aussi des amis comme « Baloo » Grandjouan, André Basdevant ou « Bagué » Bouteille. C’est également à la Mouff' qu’il rencontre Élisabeth Risler, « Loutre », qu’il épouse en 1931.
Pierre François est, quant à lui, totémisé Joyeux Bouquetin.
En 1929, il commence une carrière dans une entreprise agroalimentaire, mais il est bientôt appelé à l’échelon national par Vieux Castor. À partir de 1931, il y prend ses fonctions, et entreprend de nombreuses tournées dans toute la France pour propager le scoutisme en particulier auprès des élèves des Écoles Normales et des membres de l’enseignement public. Il dirige de nombreux camps-écoles à Cappy et commence à s’intéresser au scoutisme dans les pays colonisés. Il participe, avec André Lefèvre, à la création des CEMEA, centre d’entraînement aux méthodes d’éducation active, prolongement des méthodes de formation du scoutisme vers les colonies de vacances.
Mobilisé en 1939 et fait prisonnier en 1940, il parvient à s’évader et rejoint Vichy où Élisabeth Risler-François est propriétaire d’un hôtel, le Pavillon Sévigné, qui a été réquisitionné pour y abriter les services du chef de l’état. Pierre François s’arrange alors pour héberger les bureaux des EDF repliés de Paris, où ils sont interdits, dans une annexe du Pavillon Sévigné aux 11 bis de la rue de la Tour. Et il en prend la direction comme Commissaire général; en 1940, il participe efficacement, aux côtés du général Lafont, à la création de la Fédération du Scoutisme français. Dans son équipe, il y a, entre autres René Duphil, René Tulpin, les frères Sven et Pierre Sainderichin, « Bagué » Bouteille, Georgy Wetter, Abeille Leonardi, Mion Valoton, Eugène Arnaud. Ils forment, avec leurs familles, une très amicale communauté qui fait ainsi face aux difficultés et aux horreurs de l’époque. Ils abritent des juifs pourchassés. Les François et les Duphil accueillent, dans leur logement du Pavillon Sévigné, des éclaireuses juives qui y vivent sous un faux nom, les sœurs Dennery. Ils sont à ce titre déclarés "Justes parme les nations". Ce petit groupe se livre à une intense fabrication de fausses cartes de ravitaillement et d’identité. Ils ne manquent pas d’encourager les jeunes qui rejoignent les maquis et la Résistance. Pierre Dejean, commissaire national pour la zone occupée, y est chargé de maintenir des activités clandestines ; membre d’un mouvement de Résistance, il est arrêté, torturé et déporté à Mauthausen dont il ne reviendra pas. Louis François, universitaire et frère de Pierre, est également déporté, à Dora.
Après la Libération, les E.D.F. retrouvent Paris et commencent, sous l’impulsion de Pierre François, Jean Estève et Pierre Buisson, une profonde évolution des principes d’animation du mouvement dans le sens d’un approfondissement de la démocratie et de la formation à la citoyenneté. Pierre François, qui a réfléchi depuis plusieurs années à l’ouverture du scoutisme laïque, participe à la création des Francs et Franches Camarades (aujourd’hui les « Francas ») dont il sera le premier président. Il s’intéresse également à l’évolution du scoutisme dans les pays d’outre-mer et participe à la réflexion qui conduit progressivement à la création de mouvements scouts autonomes. Il préside la Commission jeunesse du Ministère de l'Éducation nationale et le Comité Jeunesse de la Commission nationale française de l’UNESCO.
En 1951, Pierre François prend sa retraite des EDF. et entre à l’UNESCO comme chef de la section Jeunesse. Avec son frère Louis, il participe au lancement des « Clubs UNESCO » dont le but est de mieux faire connaître les activités culturelles internationales de l’institution dans les établissements scolaires français. En 1972, il prend la direction du Foyer international d’accueil de Paris (le « FIAP ») et en fait un lieu d’activités culturelles accueillant peintres et musiciens.
Son attachement au service du scoutisme laïque ne s’arrête pas là : dans les années 1970, le mouvement, devenu les Éclaireuses et éclaireurs de France, connaît une profonde période de crise et le Comité directeur fait appel à lui comme président : fidèle à son idéal de démocratie, il propose une grande « consultation » de l’ensemble des membres, et des « Assises » pour redéfinir les bases d’un mouvement rénové. Ce sont ses valeurs et ses principes, nés d’une expérience continue et d’un attachement sans faille qui ont aidé, après son retrait, à la remise en ordre du mouvement.